# Адреналін 2: Висока напруга
«Адреналін 2: Висока напруга» (англ. Crank: High Voltage) — американський трилер/екшн, що вийшов у прокат 2009 року. Він є продовженням фільму «Адреналін» 2006 року. Дія Адреналіну 2 розпочинається майже відразу по завершенні першої частини, зберігаючи її дійсність і відчуття та додаючи сюрреалізму. Як і в попередній частині режисерами і авторами сценарію були Марк Невелдін та Браян Тейлор. Картина вийшла в український прокат 16 квітня 2009 року.

## Синопсис
Шев Челіос приземляється посеред перехрестя після падіння з гелікоптера. Його підхоплюють на вулиці гангстери і забирають з місця події. Через три місяці Чев прокидається в імпровізованій лікарні і бачить, як лікарі видаляють йому серце, а Джонні Ванг спостерігає за цим. Лікарі ставлять йому в груди штучне серце. Пізніше він прокидається і тікає, помітивши, що до нього прикріплений зовнішній акумулятор. Допитуючи бандита, він дізнається місцезнаходження Джонні Ванга: соціальний клуб «Кипарис».
Чев телефонує доктору Майлзу, який розповідає, що Чеву встановили штучне серце AbioCor. Майлз інформує Чева, що як тільки розрядиться зовнішній акумулятор, увімкнеться внутрішній, і він матиме 60 хвилин до того, як він перестане працювати. Шев потрапляє в аварію, знищуючи зовнішній акумулятор. Отримавши вказівки від водія, Чев просить водія використати перемички, щоб зарядити внутрішній акумулятор. У клубі Чев втрачає Ванга, але підбирає повію на ім'я Ріа, яка відправляє його до стриптиз-клубу, де переховується Ванг. У клубі Чев знаходить Єву, яка тепер працює стриптизеркою. На пошуки Чева приїжджає група мексиканських гангстерів на чолі з Чіко. Після перестрілки Чев дізнається, що мафіозі на прізвисько «Тхір» хоче його вбити, але так і не дізнається чому.
Чев захоплює поліцейську машину з Євою та ще однією стриптизеркою. Стриптизерка каже Чеву, що він повинен пошукати Джонні Ванга на іподромі в Голлівудському парку. Дорогою Чев зустрічає Венеру, брата померлого напарника Чева, Кайло. Бажаючи отримати його допомогу, Чев розповідає Венеру, що Ель Гурон причетний до смерті його брата. На іподромі Чев знову починає занепадати духом. Черговий дзвінок доктору Майлзу повідомляє йому, що тертя спричинить статичну електрику, яка живить внутрішню батарею. Єва приїжджає і займається з Чевом сексом на іподромі, що генерує достатньо тертя, щоб зарядити серце. Шев помічає Ванга і залишає Єву. Ванг тікає, а Чева вже збирається схопити охорона, коли Дон Кім підвозить Чева на лімузині. Він повідомляє Чеву, що в тріадах є видатний лідер на ім'я Пун Донг, який потребує пересадки серця і обрав серце Чева замість свого. Дізнавшись, що Дон Кім хоче повернути його Пун Донгу за винагороду, Чев вбиває Дона Кіма та його поплічників. Тим часом Венера викликає Орландо, щоб той допоміг розшукати Ель Гурона.
Під час пошуків Ванга Чев проникає в машину швидкої допомоги і викрадає акумулятор для його штучного серця. Чев виходить з машини швидкої допомоги, побачивши на вулиці Джонні Ванга, і починається перестрілка, перш ніж Чеву вдається впокорити Ванга. Чев дізнається, що його серце вже пересадили Пун Донгу. Джонні Ванга застрелив Чіко, коли Чев допитував його, а сам Чев знепритомнів. Док Майлз використовує свою секретарку, Темний Шоколад, щоб заманити Пун Донга до своєї квартири, вбити його і забрати серце Чева.
Чева відвозять на острів Каталіна, де на нього чекає Ель Гурон. З'ясовується, що Ель Гурон - брат Рікі та Алекса Верона, яких убив Челіос. Ель Гурон також з'ясовує, що голову Рікі Верони штучно підтримують живою, щоб він міг спостерігати за тим, як Ель Гурон вбиває Челіоса. Несподівано прибувають Орландо, Венера і Ріа з підкріпленням, і починається перестрілка, в якій гине більшість людей Ель Гурона. Під час ближнього бою вбивають голову Рікі Верона. Коли він починає сповільнюватися, Чев вилазить на найближчий електричний стовп і хапає пару дротів під напругою, щоб підзарядитися, підпалений сильним струмом. Він повертається повністю заряджений і б'є Ель Гурона до смерті. Через галюцинацію, викликану електричним струмом, він бачить Ріа як Єву і цілує її, ненавмисно підпалюючи її. Чев підходить до камери і показує глядачам середній палець.
Під час фінальних титрів Док Майлз замінює серце Чеві. Очі Челіоса розплющуються, а кардіомонітор показує нормальну активність.

## У ролях
- Джейсон Стейтем — Чев Челіос
- Біллі Анґер — Чев Челіос у молодості
- Емі Смарт — Ева
- Ефрен Рамірез — Венера
- Двайт Йоакам[en] — Док Майлс
- Рено Вілсон — Орландо
- Кліфтон Коллінс Молодший — Ель Гурон
- Бай Лін — Рія
- Арт Гсю[en] — Джонні Ванґ
- Девід Керрадайн — Пун Донґ
- Джон де Лансі — Фіш Галман
- Джері Галлівелл — Карен Челіос
- Корі Гейм — Ренді

Крім того, у фільмі ролі виконали: соліст гурту Linkin Park Честер Беннінгтон, соліст гурту Tool Мейнард Джеймс Кінан, зірка серіалу "У Філадельфії завжди сонячно" Ґленн Говертонн, колишній учасник гурту Nine Inch Nails Денні Лоґнер, попзірка Джері Голлівелл, актриса Лорен Голлі, засновник Troma Entertainment Ллойд Кофман, зірка UFC Кейт Жарден, а також порно-зірки Моніка Алекзандер, Дженна Гейз, Рон Джеремі, Нік Меннінґ та Лексинґтон Стіл.

## Саундтрек
Пісня гурту Linkin Park «Given Up» звучала в трейлері до фільму, але не була включена у фільм (співак Честер Беннінгтон з'являється в камео в обох частинах фільму). Більшість музики з фільму була зроблені Майком Паттоном. Саундтрек отримав оцінку 9.5/10 сайтом IGN.
Пісні, що звучали у фільмі, які записав не Майк Паттон:
- REO Speedwagon — Keep On Loving You (фінальна сцена з поцілунком)
- Billy Squier — The Stroke (танець Єви в стрип-барі)
- Dickheadz — Suck My Dick (спогади про Кейло)
- T.S.O.L. — Fuck You Tough Guy (розбірка з поліцією)